# オーガスタス・パブロ

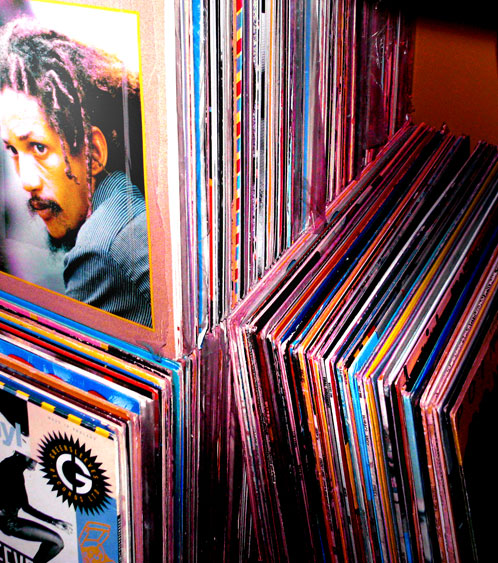
オーガスタス・パブロ

オーガスタス・パブロ（Augustus Pablo、本名ホレス・スワビー Horace Swaby、1954年6月21日 - 1999年5月18日）は、1970年代に活発に活動したジャマイカのルーツロックレゲエとダブの音楽プロデューサーであり、キーボード奏者。それまでは学習用の楽器であると考えられていたメロディカを本格的に音楽に取り入れた、おそらくは最初の人物である。

## 人物・生涯
ジャマイカ、セント・アンドリュー教区出身で、キングストン・カレッジ・スクールでオルガンの演奏を学ぶ。音楽に興味のある友人たちと一緒に学校の礼拝堂に忍び込み、オルガンの練習をしていた。スワビーのクラスメイトにはクライブ・チン（Clive Chin）がいた。クライブ・チンの家族は、ハーマン・チン・ロイ（Herman Chin Loy）やレスリー・コン（Leslie Kong）たちのいるチン一族だった。
ハーマン・チン・ロイはキングストンでも多大な影響力を持つレコード店、アクエリアス・レコーズのオーナーだった。ハーマン・チン・ロイにそのメロディカの腕前を認められたスワビーは、クライブ・チンの父親であるビンセント・ランディ・チン（Vincent "Randy" Chin）のレコーディングスタジオ「ランディーズ（Randy's）」で『Iggy Iggy』をレコーディングした。この時、使用した名前が「オーガスタス・パブロ」である。もともと「オーガスタス・パブロ」の名は、ハーマン・チン・ロイが様々な人物をキーボーディストとして起用する際に使用していた名であり、特定の人物がいる訳ではなかった。チンはその「パブロ」の名をスワビーに与えたのである。
まもなく、パブロはマイキー・チャン（Mikey Chung）のバンド「ナウ・ジェネレーション（Now Generation）」に参加し、クライブ・チンやその仲間と共にキーボードを演奏し、またプロデューサーとしての活動も始める。パブロとチンは『Java』（1972年）をレコーディングし、その後程なくしてナウ・ジェネレーションから脱退したパブロは、スタジオを使う事ができたクライブと共に、ソロとしての活動を開始した。パブロはジョン・ホルトの大ヒット曲『My Desire』等を使用し、チンやレオナルド・チン、そして彼の叔父やリー・ペリーなどの様々な音楽家と共にレコーディングした。
パブロはホット・スタッフ、メッセージ、ロッカーズなどのレーベルを作り、知名度の高い曲のインストをリリースし続けた。これらのインストは大抵はスタジオ・ワンの古いヒット曲のバージョンであった。ロッカーズレーベルが成功したにもかかわらず、1973年にはクライブ・チン、パット・チンと共にアルバム『This is Augustus Pablo』（1974年）をレコーディングする。
そして、伝説的なエンジニアキング・タビーとの共同作業による『Ital Dub』（1974年）をリリースし、評判を呼ぶ。
1970年代後半になっても、フレッド・ロックスの『Black Star Liner』などを代表としたパブロのプロデュースは安定してヒットをし続けた。彼はDillinger、Norris Reid、Ricky Grant、Delroy Williams、Junior Delgado、ホレス・アンディ、Freddy McKayなど、様々な人物と共に製作にあたっている。この時期に『King Tubby Meets Rockers Uptown』（1976年）やヒュー・マンデルの『Africa Must Be Free By 1983』（1978年）などを含む数々のヒット作も制作されており、パブロの中でも黄金期と言える。
さらに何曲かのシングルをリリースした後、パブロはジャマイカのサウンドとアジア風なサウンドを独自に融合させたアルバム『East of the River Nile』を発表した。この作品に代表されるパブロ独自の音楽スタイルは「ファーイースト・サウンド(Far East Sound)」と形容され、その後彼の代名詞となってゆく。また、パブロはレゲエでのメロディカの使用を広く知らしめた。
1980年代に入ると、パブロの活動は穏やかになる。パブロはアメリカでの評価が高まり、『Rising Sun』（1986年）をリリースし、評価と売上を得る。また、『Ragamuffin Year』（Junior Delgado）、『Humble Yourself』（Asher & Tremble）、『Far Far Away』（Ricky Grant）などの記録的ヒット曲もプロデュースして行った。さらに、パブロは世界中をくまなく訪れ、1987年の東京でのライブアルバムも制作した。同年、『Night & Day』（Dawn Penn）、『Jah Made Them All』（Yami Bolo）などを含むアルバムのシリーズをリリースした。
パブロは肺の虚脱が原因となり、キングストンのユニバーシティ・ホスピタルで1999年5月18日の午後、この世を去った。パブロは晩年、数度にわたる重症筋無力症に苦しんでいたという。

## ディスコグラフィ
- w:This Is Augustus Pablo 1973
- w:Ital Dub 1974
- Dubbing In A Africa 1975
- Thriller 1975
- w:King Tubby Meets Rockers Uptown 1976
- w:East of the River Nile 1978
- Original Rockers 1979
- Africa Must Be Free Dub 1979
- w:Rockers Meets King Tubby in a Firehouse 1981
- Earth's Rightful Ruler 1983
- King David's Melody 1983
- North of the River Thames (with Dub Syndicate) 1984
- Rising Sun 1986
- Rebel Rock Reggae 1986
- Rockers Come East 1987
- Eastman Dub 1988
- Presents Rockers Story 1989
- Blowing with the Wind 1990
- One Step Dub 1991
- Presents Rockers International Showcase 1991